# Johann Ludwig Alexander von Laudon
Johann Ludwig Alexander von Laudon (Riga, 10 gennaio 1767 – Hadersdorf, 22 settembre 1822) è stato un generale russo naturalizzato austriaco.

## Biografia
Nato a Riga, era nipote del feldmaresciallo austriaco Ernst Gideon von Laudon. Deciso a intraprendere la carriera militare, si iscrisse nelle file dell'Esercito imperiale russo dove raggiunse il rango di capitano. Rimase in servizio coi russi sino al 1789 quando ottenne la possibilità di porsi al servizio dello zio nell'Austria asburgica. Nel 1792 venne nominato colonnello comandante del 29º reggimento di fanteria e combatté la prima battaglia di Wissembourg nel 1793. Promosso generale nel 1796, venne posto di stanza in Italia ove ottenne il comando di una brigata di fanteria sotto la bandiera di Paul Davidovich a Calliano. All'inizio del 1797 guidò una colonna indipendente composta in gran parte da tirolesi.
Nel 1799 Loudon guidò una brigata di granatieri a Novi, comandando poi gli austriaci nel combattimento di Turbigo del 31 maggio 1800. Promosso nuovamente, venne trasferito in Polonia nel 1800 e perciò non poté prendere parte alla battaglia di Marengo. Nella guerra della terza coalizione combatté a Elchingen e venne catturato dai francesi nella battaglia di Ulma assieme al feldmaresciallo Karl Mack von Leiberich e ad altri cinque alti ufficiali. Rilasciato, venne posto in riserva in Moravia e prese parte alla campagna del 1809 comandando truppe in seconda linea per poi ritirarsi dalla vita militare poco dopo la pace di Schönbrunn. Morì nel castello di Laudon presso Hadersdorf, nel 1822.